# Anthrenus angustefasciatus

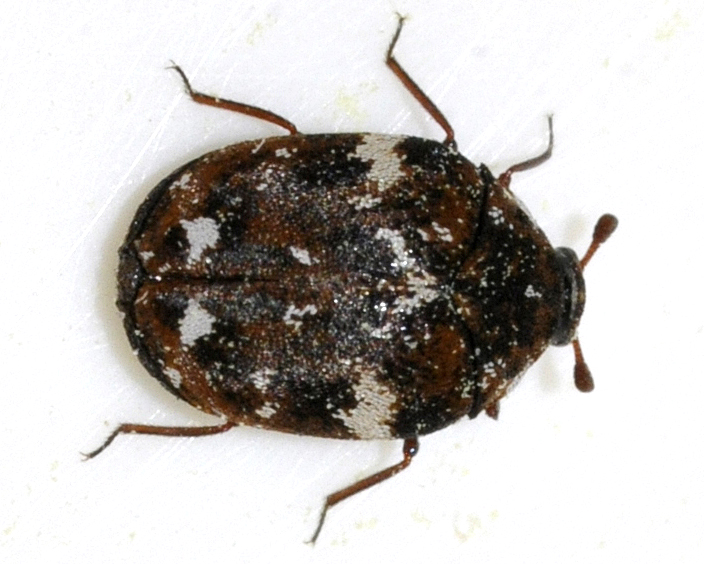
Dorsalansicht

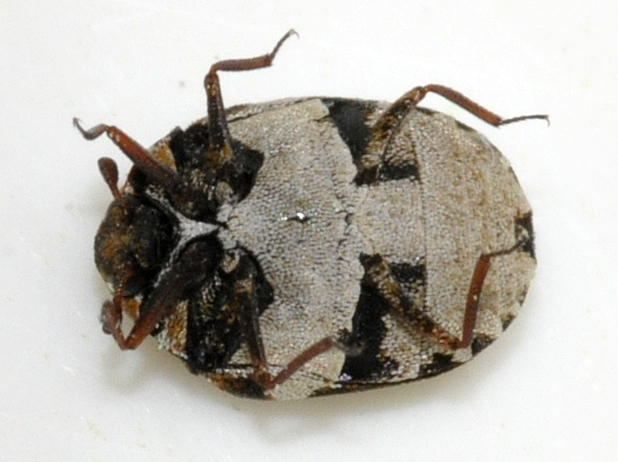
Ventralansicht

Anthrenus angustefasciatus  ist ein Käfer aus der Familie der Speckkäfer. Der Artname kommt aus dem Lateinischen und setzt sich aus den Begriffen anguste für „eingeschnürt“ und fasciatus für „bändrig“ zusammen und bezieht sich auf das entweder eingeschnürte oder unterbrochene Querband nahe der Flügeldeckenbasis.

## Merkmale
Die 3–3,5 mm langen Käfer besitzen eine ovale Gestalt. Sie sind graubraun, rotbraun, weiß und schwarz gemustert. Über die Flügeldecken verläuft nahe der Basis ein weißes Querband, das nahe der Flügeldeckennaht entweder unterbrochen oder zumindest eingeschnürt ist. Weitere weiße Flecken deuten ein zweites und drittes Querband an. Der Halsschild weist ebenfalls Flecke mit einzelnen weißen Schuppen auf. Auf dem ersten Sternit befindet sich ein schwarzer Längsfleck. Die 11-gliedrigen Fühler besitzen eine aus drei Gliedern bestehende Keule.

## Ähnliche Arten
- Anthrenus pimpinellae – das obere Querband ist breiter und nicht unterbrochen

## Verbreitung
Die Art ist im Mittelmeerraum verbreitet. Dort reicht ihr Vorkommen von der Iberischen Halbinsel und Nordwest-Afrika (Algerien, Marokko) über Italien und Jugoslawien bis nach Kleinasien. In den letzten Jahren hat die Art ihr Verbreitungsgebiet nach Norden ausgedehnt. Erste Funde wurden gemeldet: 2011 aus Tschechien, 2013 aus der Schweiz, 2014 aus Deutschland und aus Südengland (Berkshire) sowie 2016 aus Belgien.
In Deutschland ist Anthrenus angustefasciatus mittlerweile in der Oberrheinischen Tiefebene und im Rheinland vertreten.

## Lebensweise
Die Imagines beobachtet man meist im Frühjahr von April bis Juni. Man findet sie an den Blüten von Doldenblütlern wie dem Wiesen-Kerbel und Korbblütlern wie der Magerwiesen-Margerite. Die Larven ernähren sich ähnlich denen verwandter Speckkäfer-Arten von getrockneten tierischen Produkten.

## Taxonomie
Lange Zeit wurde das Taxon als Unterart bzw. Variation von Anthrenus pimpinellae geführt. Seinen Art-Status erhielt es erst im Jahr 2003 von Háva. Anthrenus angustefasciatus gehört zum Artenkomplex von Anthrenus pimpinellae innerhalb der Untergattung Anthrenus.